# Trofeo europeo femminile FIRA 2010
Il Trofeo europeo femminile FIRA-AER 2010 (in francese Trophée europeéen FIRA-AER 2010) fu la 15ª edizione del campionato europeo di rugby a 15 femminile ufficialmente organizzato dalla FIRA - AER.
La prima divisione di tale torneo si tenne in Francia dall'8 al 15 maggio 2010.
La finale si tenne a Strasburgo e vide la vittoria della Spagna sull'Italia.
Non valida per l'assegnazione del titolo di campione d'Europa (il cui torneo relativo si svolge a cadenza quadriennale), la competizione era riservata alle squadre non qualificatesi alla Coppa del Mondo 2010; ammessavi di diritto, comunque, era la Svezia, vincitrice del Trofeo FIRA 2009 nonché la Francia "A", rappresentante di casa, anch'essa presente con la squadra maggiore alla massima competizione mondiale.

## Formula
Le partecipanti furono suddivise in due gruppi paritetici da 4 squadre ciascuno e si affrontarono con il metodo del girone all'italiana, in cui ognuna affrontò le altre in gara di sola andata.
Si trattò del primo torneo internazionale femminile europeo in cui nella fase a gironi fu adottato il sistema di punteggio dell'Emisfero Sud (4 punti per la vittoria, 5 per quella con almeno 8 punti di scarto, un eventuale punto di bonus per la squadra che realizza almeno 4 mete e un altrettanto eventuale punto di bonus per la squadra sconfitta se mantiene lo scarto a non più di 7 punti).
Al termine della fase a gironi, la prima classificata di un girone accedette alla finale contro la prima dell'altro girone; alle due seconde classificate fu riservata la finale per il terzo posto, e a scendere per le finali per il quinto e il settimo posto.
In tale edizione del torneo tutti gli incontri durarono 70' (due tempi da 35'), anche se FIRA-AER non diede mai spiegazioni circa i motivi di tale riduzione.

## Squadre partecipanti

### Girone A
- Belgio
- Francia
- Paesi Bassi
- Spagna

### Girone B
- Germania
- Italia
- Russia
- Svezia

## Fase a gironi

### Girone A
| Arbitro: | Sylvie Bros |

|                     |    |                                            |
| 7’, 42’ v. Harskamp | mt | 23’, 34’ Porras 29’ P. García 40’ Aigneren |
| 7’ Laros            | tr | 23’, 29’, 40’ Bravo                        |

| Arbitro: | Katharina Pickert |

| |    |  |
| 4’, 23’, 47’ Soloch 11’ Rabier 17’ Fell 26’, 35’ Casenave 36’ Grassineau 56’ Rambaud 58’ Chrouky 60’ Martin 69’ Mansard | mt |  |
| 23’, 47’, 56’, 69’ Cellier 36’ Casenave                                                                                 | tr |  |

| Arbitro: | Joyce Henry |

| |    |  |
| 5’, 39’, 44’ v. Meer 15’, 24’ Wiri 19’ v. Harskamp 27’, 65’ Beijens 32’ Eppink 50’ Visser 56’ v. Altena 58’ Hielckert | mt |  |
| 19’ v. Harskamp 24’, 27’, 39’, 50’, 56’, 65’ Laros                                                                    | tr |  |

| Arbitro: | Sherry Trumbull |

|            |    |                                             |
| 20’ Pertus | mt | 6’, 23’ I. Rodríguez 33’ B. Plá 39’ del Pan |
|            | tr | 23’ Bravo                                   |

| Arbitro: | Katharina Pickert |

| |    |  |
| 7’ B. García 12’ Porras 17’, 49’ Pocurull 20’ Rial 31’, 64’ Bailán 34’ I. Rodríguez 45’, 47’ E. Martínez | mt |  |
| 12’, 17’, 20’, 31’, 34’, 45’, 47’, 49’ Dolera                                                            | tr |  |

| Arbitro: | Joyce Henry |

|            |    |                               |
| 51’ Pertus | mt | 15’ v. Harskamp 42’ v. Altena |
|            | tr | 15’, 42’ Laros                |

#### Classifica girone A
|  | Squadra     | G | V | N | P | PF  | PS  | P± | PT |
|  | ----------- | - | - | - | - | --- | --- | -- | -- |
|  | Spagna      | 3 | 3 | 0 | 0 | 114 | 17  | 3  | 15 |
|  | Paesi Bassi | 3 | 2 | 0 | 1 | 100 | 31  | 1  | 9  |
|  | Francia "A" | 3 | 1 | 0 | 2 | 80  | 36  | 1  | 5  |
|  | Belgio      | 3 | 0 | 0 | 3 | 0   | 210 | 0  | 0  |

### Girone B
| Arbitro: | Sherry Trumbull |

|                                                            |      |  |
| 3’, 13’ Lindholm 28’ Giebat-Johansson 42’ Öhman 51’ Norman | mt   |  |
| 28’, 51’ Andersson-Hall                                    | tr   |  |
| 18’ Andersson-Hall                                         | c.p. |  |

| Arbitro: | Joyce Henry |

|                                                                          |    |  |
| 10’, 35’ Veronese 22’, 68’ Furlan 31’ Cioffi 39’ Cucchiella 45’ Tedeschi | mt |  |
| 22’, 31’, 39’, 45’ Veronica Schiavon                                     | tr |  |

| Arbitro: | Joyce Henry |

|                                                         |      |  |
| 17’, 40’ Castellarin 36’ Veronese 36’ Raponi 60’ Rochas | mt   |  |
| 60’ Tondinelli                                          | tr   |  |
| 5’, 31’ Tondinelli                                      | c.p. |  |

| Arbitro: | Barbara Guastini |

|                                                                   |    |  |
| 2’, 29’ Andersson-Hall 15’ A. Larsson 20’ Åkerman 65’ Torstensson | mt |  |
| 15’, 20’ Andersson-Hall                                           | tr |  |

| Arbitro: | Sherry Trumbull |

|                         |      |  |
| 30’ Veronese            | mt   |  |
| 30’ Veronica Schiavon   | tr   |  |
| 70+5’ Veronica Schiavon | c.p. |  |

| Arbitro: | Sylvie Bros |

|                                 |    |                    |
| 16’, 30’ Sokolova 70’ Berlizova | mt | 35’ Duri 43’ Maral |
| 30’ Alekseeva                   | tr | 35’, 43’ Tetz      |

#### Classifica girone B
|  | Squadra  | G | V | N | P | PF | PS | P± | PT |
|  | -------- | - | - | - | - | -- | -- | -- | -- |
|  | Italia   | 3 | 3 | 0 | 0 | 86 | 0  | 2  | 14 |
|  | Svezia   | 3 | 2 | 0 | 1 | 61 | 10 | 2  | 10 |
|  | Russia   | 3 | 1 | 0 | 2 | 17 | 79 | 0  | 4  |
|  | Germania | 3 | 0 | 0 | 3 | 14 | 89 | 1  | 1  |

## Fase aplay-off

### Finale per il 7º posto
| Arbitro: | Barbara Guastini |

|              |                      |             |
| 3’ De Geyter | mt                   | 55’ Peisker |
|              | Calci piazzati 0 – 1 | Tetz        |

### Finale per il 5º posto
| Arbitro: | Katharina Pickert |

|                                                                      |      |  |
| 17’ Rabier 24’ Mansard 28’, 68’ Djossouvi 34’ Bernard 46’ Grassineau | mt   |  |
| 24’ Cellier                                                          | tr   |  |
| 14’ Cellier                                                          | c.p. |  |

### Finale per il 3º posto
| Arbitro: | Joyce Henry |

|                                                                   |    |                                       |
| 16’ v. Harskamp 28’, 40’ Selbeck 48’ Eppink 62’, 67’, 70’ v. Meer | mt | 9’ Ryberg 13’ Österberg 70+2’ Högberg |
| 16’, 28’, 40’, 48’, 62’, 67’ Laros                                | tr | 13’, 70+2’ Andersson-Hall             |

### Finale
| Arbitro: | Sherry Trumbull |

|                                                               |      |                           |
| Aignaren 18’ B. Plá 25’ R. García 44’ J. Plá 50’ Pocorull 59’ | mt   | 58’ Furlan                |
| Bravo 18’, 25’, 59’                                           | tr   | 58’ Veronica Schiavon     |
|                                                               | c.p. | 2’, 33’ Veronica Schiavon |